# Paul Auster

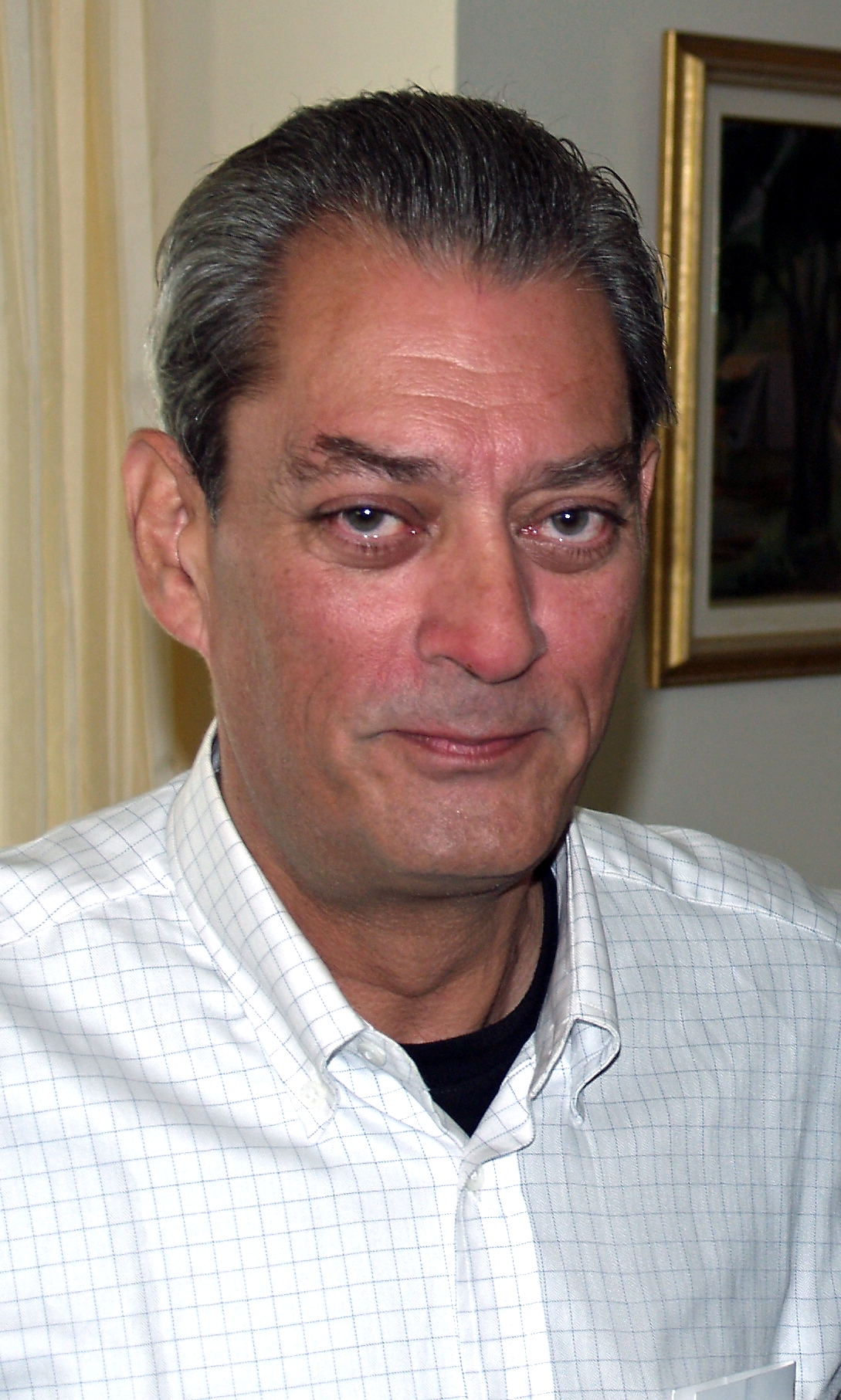
Paul Auster

Paul Benjamin Auster (Newark (New Jersey), 3 februari 1947 – New York, 30 april 2024) was een Amerikaans auteur. Hij was getrouwd met schrijfster Siri Hustvedt. Auster staat bekend als een postmodern auteur.

## Literaire loopbaan
Na het behalen van een diploma aan de Columbia University in 1970 verhuisde Auster naar Frankrijk. Sinds zijn terugkeer in Amerika in 1974 had hij zijn eigen gedichten, essays, romans en vertalingen van Franse schrijvers zoals Stéphane Mallarmé en Joseph Joubert gepubliceerd.
Zijn eerste roman was een detectiveroman genaamd Squeeze Play en werd geschreven onder het pseudoniem Paul Benjamin (Benjamin is zijn tweede naam).
Auster bereikte bekendheid met een reeks van drie experimentele detectiveverhalen (City of Glass (1985), Ghosts (1986) en The Locked Room (1986)) die collectief als The New York Trilogy werden gepubliceerd (1987). Deze boeken zijn geen conventionele detectiveverhalen die rond een geheim en een reeks aanwijzingen worden georganiseerd. Eerder gebruikt hij de detectivevorm om existentiële kwesties en kwesties van identiteit te behandelen. Het onderzoek naar identiteit en persoonlijke betekenis is een rode draad in elk van de recentere publicaties van Auster geweest.
In de volgende werken van Auster is de rol van toeval en willekeurige gebeurtenissen erg belangrijk (The Music of Chance) en ook het verband tussen mensen en hun gezaghebbers en milieu (The Book Of Illusions, Leviathan). Door zijn rijke en onverwacht droomachtige proza, werd Paul Auster tot zijn overlijden beschouwd als een van de grootste levende schrijvers uit de V.S.
Vanaf Travels in the Scriptorium (Op reis in het scriptorium) ging Auster door een periode waarin hij wel publiceerde, maar tegelijk ook af te rekenen had met schrijversblok. Dit verklaarde hij tijdens een interview met John Freeman voor Granta Magazine, waarin hij terugblikte op zijn schrijversbestaan.
Na Sunset Park (2010) wordt het werk van Auster autobiografisch (Winter Journal en Report from the Interior). Ook werd in 2013 een briefwisseling uitgegeven die Auster had met de schrijver John Maxwell Coetzee tussen 2008-2011 (Here and Now).
In 2017 haalde zijn roman 4 3 2 1, waarin 4 mogelijke levenspaden van dezelfde hoofdpersoon beschreven worden, de shortlist van de Man Booker Prize.
Auster overleed op 30 april 2024 op 77-jarige leeftijd aan longkanker.

### Fictie
- The New York Trilogy (1987) (De New York-trilogie) bestaande uit:
  - City of Glass (1985) (Broze stad)
  - Ghosts (1986) (Schimmen)
  -  The Locked Room (1986) (De gesloten kamer)
- In the Country of Last Things (1987) (In het land der laatste dingen)
- Moon Palace (1989) (Maanpaleis)
- The Music of Chance (1990) (De muziek van het toeval)
- Leviathan (1992)
- Auggie Wren's Christmas Story (1992)
- Mr. Vertigo (1994)
- Timbuktu (1999) (Timboektoe)
- The Book of Illusions (2002) (Het boek der illusies)
- Oracle Night (2004) (Orakelnacht)
- The Brooklyn Follies (2005) (Brooklyn dwaasheid)
- Travels in the Scriptorium (2007) (Op reis in het scriptorium)
- Man in the Dark (2008) (Man in het duister)
- Invisible (2009) (Onzichtbaar)
- Sunset Park (2010)
- 4 3 2 1 (2017)
- Baumgartner (2023)

### Poëzie
- Disappearances: Selected Poems (1988) (Verdwijningen)
- Ground Work (1990)
- Selected Poems (1998)
- Collected Poems (2004)

### Filmscripts
- Smoke (1995)
- Blue in the Face (1995)
- Lulu on the Bridge (1998)
- The Inner Life of Martin Frost (2006)
- In the Country of Last Things (2007)

De scripts voor Smoke, Blue in the Face en Lulu on the Bridge zijn in 2003 gebundeld uitgegeven onder de titel 3 films

### Essays, memoires en autobiografisch werk
- The Art of Hunger (1982)
- The Invention of Solitude (1982) (Het spinsel van de eenzaamheid)
- The Red Notebook (1995)
- Why Write (1996)
- Hand to Mouth (1997) (Van de hand in de tand)
- Collected Prose: Autobiographical Writings, True Stories, Critical Essays, Prefaces, and Collaborations with Artists (2005) (inclusief The Invention of Solitude en Hand to Mouth)
- Winter Journal (2012) (Winterlogboek)
- Here and Now: Letters, 2008–2011 (2013), correspondentie met John Maxwell Coetzee
- Report from the Interior (2013) (Bericht vanuit het innerlijk)
- Talking to Strangers (2019) (bloemlezing uit de essays en andere geschriften)
- Bloodbath Nation (2023) (Bloedbadnatie)

De werken Het spinsel van de eenzaamheid en Van de hand in de tand zijn in 2010 ook gezamenlijk uitgegeven met als ondertitel Autobiografisch werk

### Verzamelbundels
- The Random House Book of Twentieth-Century French Poetry (1982)
- True Tales of American Life (Aanvankelijk gepubliceerd onder de titel I Thought My Father Was God, and Other True Tales from NPR's National History Project) (2001) (Ik dacht: mijn vader is God)

### Vertalingen
- Life/Situations, by Jean-Paul Sartre, 1977 (in samenwerking met Lydia Davis)
- A Tomb for Anatole, by Stéphane Mallarmé (1983)
- Chronicle of the Guayaki Indians (1998) (vertaling van Pierre Clastres' etnografie Chronique des indiens Guayaki)
- The Notebooks of Joseph Joubert (2005)

### Diversen
- City of Glass - The Graphic Novel  - stripverhaal door Paul Karasik en David Mazzucchelli (2004)
- Experiments in truth (gesproken, 2000) (Oefeningen in waarheid)
- The Story of My Typewriter (2002)
- Ground Zero (A sonic memorial soundwalk) (2004)
- De Nederlandse multimediakunstenaar Arnoud Noordegraaf en componist Robert van Heumen maakten in 2005 een multimediaproject Solitude gebaseerd op Paul Austers boek The Invention of Solitude.[3]